# Cara Williams
Cara Williams, nata Bernice Kamiat (New York, 29 giugno 1925 – Beverly Hills, 9 dicembre 2021), è stata un'attrice statunitense.

## Biografia
Figlia di immigrati ebrei, iniziò a esibirsi sulle scene fin da bambina. Dopo essersi trasferita a Hollywood con la madre, lavorò in radio e nel doppiaggio di cartoni animati. A 16 anni approdò nel mondo della commedia e del musical teatrale con il nome di Bernice Kay.
Negli anni quaranta e cinquanta apparve in diversi film e ottenne una candidatura ai Premi Oscar 1959 come miglior attrice non protagonista per la sua interpretazione ne La parete di fango (1957). 
Successivamente si dedicò alla televisione, ritirandosi dalle scene nel 1980. 
È stata sposata con John Drew Barrymore, padre di Drew Barrymore.

## Filmografia parziale

### Cinema
- Happy Land, regia di Irving Pichel (1943)
- Nel frattempo, cara (In the Meantime, Darling), regia di Otto Preminger (1944)
- Vertigine (Laura), regia di Otto Preminger (1944)
- Boomerang - L'arma che uccide (Boomerang!), regia di Elia Kazan (1947)
- Governante rubacuori (Sitting Pretty), regia di Walter Lang (1948)
- Suggestione (The Saxon Charme), regia di Claude Binyon (1948)
- I bassifondi di San Francisco (Knock on Any Door), regia di Nicholas Ray (1949)
- Vacanze a Montecarlo (Monte Carlo Baby), regia di Jean Boyer e Lester Fuller (1951)
- Donne... dadi... denaro (Meet Me in Las Vegas), regia di Roy Rowland (1956)
- Quando l'amore è romanzo (The Helen Morgan Story), regia di Michael Curtiz (1957)
- La parete di fango (The Defiant Ones), regia di Stanley Kramer (1957)
- Gangster, amore e... una Ferrari (Never Steal Anything Small), regia di Charles Lederer (1959)
- Il piede più lungo (The Man from the Diner's Club), regia di Frank Tashlin (1963)
- Le mogli (Doctor's Wives), regia di George Schaefer (1971)
- Sfida a White Buffalo (The White Buffalo), regia di J. Lee Thompson (1977)
- The One Man Jury, regia di Charles Martin (1978)

### Televisione
- Alfred Hitchcock presenta (Alfred Hitchcock Presents) - serie TV, episodio 1x37 (1956)
- Westinghouse Desilu Playhouse – serie TV, episodio 2x11 (1960)

## Doppiatrici italiane
- Rosetta Calavetta in La parete di fango, Gangster amore e... una Ferrari, Il piede più lungo
- Wanda Tettoni in Boomerang - L'arma che uccide
- Lydia Simoneschi in Donne... dadi... denaro!
- Renata Marini in Quando l'amore è romanzo

## Riconoscimenti
Premi Oscar 1959 – Candidatura all'Oscar alla miglior attrice non protagonista per La parete di fango